# Messeling
Messeling är ett berg i Österrike.   Det ligger i distriktet Lienz och förbundslandet Tyrolen, i den centrala delen av landet, 300 km väster om huvudstaden Wien. Toppen på Messeling är 2 296 meter över havet.
Terrängen runt Messeling är bergig. Runt Messeling är det ganska glesbefolkat, med 26 invånare per kvadratkilometer.. Närmaste större samhälle är Matrei in Osttirol, 14,9 km söder om Messeling. 
Trakten runt Messeling består i huvudsak av gräsmarker.